# Valeriana virescens
Valeriana virescens är en kaprifolväxtart som beskrevs av Dominique Clos. Valeriana virescens ingår i släktet vänderötter, och familjen kaprifolväxter. Inga underarter finns listade i Catalogue of Life.